# Friquet
Friquet è un film muto del 1919 diretto da Gero Zambuto e interpretato da Leda Gys.
È il secondo adattamento cinematografico del romanzo Friquet della scrittrice francese Gyp. Nel 1914, Maurice Tourneur aveva diretto Le Friquet che aveva come protagonista Polaire.

## Produzione
Il film fu prodotto da Gustavo Lombardo per la sua casa di produzione, la Lombardo Film. Venne girato negli studi Poli di Napoli.

## Distribuzione
Uscì nelle sale cinematografiche italiane nel settembre 1919.